# ミヨシ電子
ミヨシ電子株式会社は、兵庫県川西市に本社を置く情報通信機器・半導体関連製品関連設計・開発・製造を行う会社。

## 沿革
- 1968年（昭和43年）10月 - 三菱電機の白黒テレビ製造会社として三好電機株式会社を設立。資本金2500万円。
- 1969年（昭和44年）2月 ‐ 資本金を5100万円に増資。
- 1980年（昭和55年）10月 ‐ 液晶事業部を分離し、広島オプト株式会社を設立。
- 1984年（昭和59年）
  - 9月 - 設計専門会社として株式会社ケーディーエルを設立。
  - 11月 ‐ 資本金を1億円に増資。
- 1985年（昭和60年）10月 - 広島県三次市東酒屋町に新工場落成。
- 1987年（昭和62年）5月 - TRI-M TECHNOLOGIES（S）PTE LTD（シンガポール）設立。
- 1988年（昭和63年）
  - 4月 - 本社を広島県三次市東酒屋町に移転。
  - 10月 ‐ 吸収合併等を実施し、資本金が1億4千万円となる。
- 1990年（平成2年）
  - 4月 ‐ ミヨシ電子株式会社に社名変更。
  - 6月 ‐ EC域内における電子応用機器の生産販売のため、三菱商事と合弁でフランスSM2E社を設立。
  - 9月 ‐ カルフォルニアにMEQ CORPORATIONを設立。
- 1993年（平成5年）
  - 7月 - 東京営業所を東京支社に昇格。
  - 9月 ‐ 香港にMIYOSHI ELECTRONICS（H.K）LTD.を設立。
  - 12月 - 営業、開発、資材調達拠点として神戸本社を新設。
- 1994年（平成6年）
  - 2月 - 第三者割当増資を実施し、資本金を4億円とする。
  - 3月 - AVM事業から撤退。MEQ CORPORATIONを解散。
- 1995年（平成7年）
  - 3月 - 新リョーコー株式会社が日本テレコム向けADP修理会社を吸収合併。
  - 7月 - フランスSM2E社を売却。
- 1996年（平成8年）
  - 4月 ‐ 神戸本社を兵庫県尼崎市に移転し、名称を関西支社に変更。
  - 9月 ‐ 新リョーコー三次工場（現・ミヨシ電子第二工場）竣工。携帯電話の生産開始。
- 1997年（平成9年）
  - 1月 - TRI-M TECHNOLOGIES（S）PTE LTD.（シンガポール）を売却。
  - 2月 ‐ テレメック株式会社を設立。通信事業部の製造業務を全面移管。
- 1998年（平成10年）
  - 1月 - 広島県三次市東酒屋町に工場増築竣工（B棟）。
  - 9月 ‐ MIYOSHI ELECTRONICS（H.K）LTD.を解散。
- 1999年（平成11年）6月 ‐ 製造部門を分離し、メックセミコン株式会社を設立。
- 2002年（平成14年）4月 - IP電話の開発会社としてアイピートーク株式会社を設立。
- 2005年（平成17年）9月 - ケーディーエルが株式会社Wave Technologyに社名変更。
- 2007年（平成19年）
  - 1月 ‐ 中国常州市の協力会社IMPEL TECHNOLOGIES COMPANYにて半導体の製造を開始。
  - 4月 - 新リョーコーがテレメックを吸収合併し、MEC.i株式会社に社名変更。
  - 5月 ‐ 本社を兵庫県川西市に移転。
- 2009年（平成21年）5月 ‐ ソフトウェアの開発会社として広島マブテック株式会社を設立。
- 2010年（平成22年）4月 ‐ 事業再編に伴い、メックセミコンを株式会社シナジーテクニカに社名変更。
- 2012年（平成24年）10月 - MEC.iが広島マブテックを吸収合併。
- 2013年（平成25年）4月 - MEC.iが「東京センター」を江戸川区へ移転。
- 2014年（平成26年）2月 - Wave Technologyが東京都新宿区に「東京デザインセンター」を設置。
- 2016年（平成28年）
  - 6月 - Wave Technologyが「東京デザインセンター」を品川区に移転。
  - 11月 ‐ MEC.iが「関西センター」を新設。
- 2018年（平成30年）10月 - 創立50周年を迎える。
- 2019年（平成31年）2月 ‐ 名古屋営業所を開設。

## 主な拠点
- 本社 - 兵庫県川西市久代3-13-21 ミヨシ電子ビル
- 東京支社 - 東京都中央区八丁堀4丁目13-4 SKビル
- 広島事業所 - 広島県三次市東酒屋町306
- 名古屋営業所 - 愛知県刈谷市相生町1丁目31番地　第5セントラルビル3階

## 関係会社
- 株式会社Wave Technology ‐ 電子デバイス及び情報通信機器の設計開発受託
- MEC.i株式会社 - 電子機器全般の修理・保守事業
- 株式会社シナジーテクニカ - 電子デバイス製品及び情報通信機器製品の設計・製造及びテスト